# قسم الاستخبارات لمكتب التحقيقات الاتحادي
قسم الاستخبارات لمكتب التحقيقات الاتحادي (بالإنجليزية: FBI Intelligence Branch)‏ هو أحد الأقسام التابعة لمكتب التحقيقات الاتحادي (إف.بي.آي) ويتولي القسم إدارة العمليات الاستخباراتية للمكتب بما في ذلك جمع وتحليل المعلومات ومشاركتها مع باقي أجهزة الاستخبارات بما يحقق الأمن القومي وضمان إنفاذ القانون، يمتلك قسم الاستخبارات العديد من الفروع له داخل مكاتب إف بي آي المحلية المنتشرة على كافة أراضي الولايات المتحدة ويشرف من خلالها على إدارة كافة العمليات الميدانية و الاستخباراتية ذات الصلة.